# Vector W8

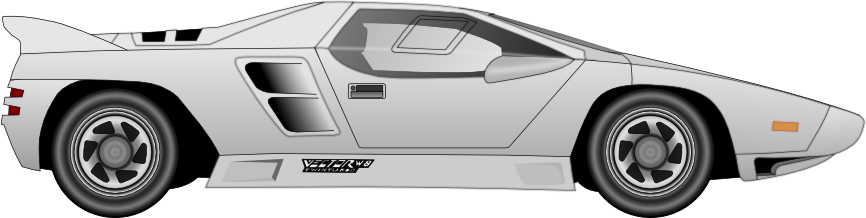
W8 - widok z boku

Vector W8 – supersamochód z 1989 roku. Vector W8 stanowi kontynuację modelu W2 – prototypu, który miał swoją premierę w 1973 roku. Gotowy W8 kosztował w 1991 roku 283 000 dolarów amerykańskich. Auto charakteryzowało się bardzo agresywnym kształtem w postaci klina, wnętrze posiadało klimatyzację, zestaw komputerów pokładowych sprawdzających stan silnika, ciśnienia, temperatur cieczy. Za odpowiedni zestaw grający odpowiedzialny był odbiornik firmy Sony CDX A200I. Fotele pochodziły z firmy Recaro. 

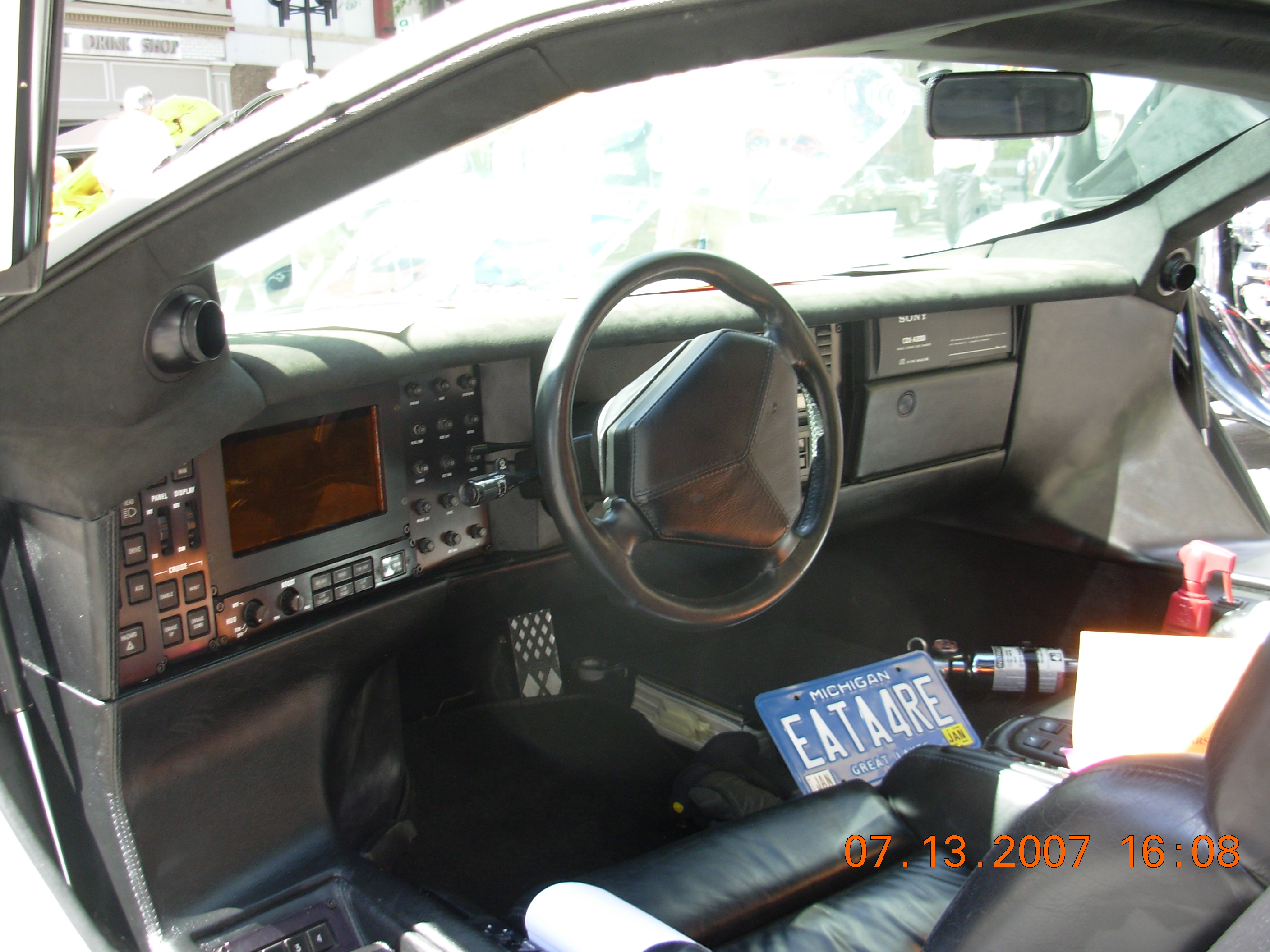
Vector W8 - kokpit auta

Auto wzorowane było na samolocie myśliwskim, stąd i konsola, która do złudzenia przypominała kokpit samolotu. Wszystko w kabinie jest elektronicznie sterowane.
W aucie zastosowano wyrafinowaną budowę klatkową, w produkcji użyto wysokiej klasy materiałów, paneli włókna węglowego i kevlaru na aluminiowej strukturze plastra miodu. Auto jest najszerszym samochodem tej klasy w historii (jest szersze od Pagani Zondy, Lamborghini Countach, Jaguara XJ 220 czy Lamborghini LM002) ale mimo kolosalnych rozmiarów pozostaje równocześnie jednym z najniższych aut. Masa własna wynosiła 1500 kg. Prędkość maksymalna wynosiła ponad 350km/h. Było to jedno z najszybszych aut na świecie na początku 1990 roku.

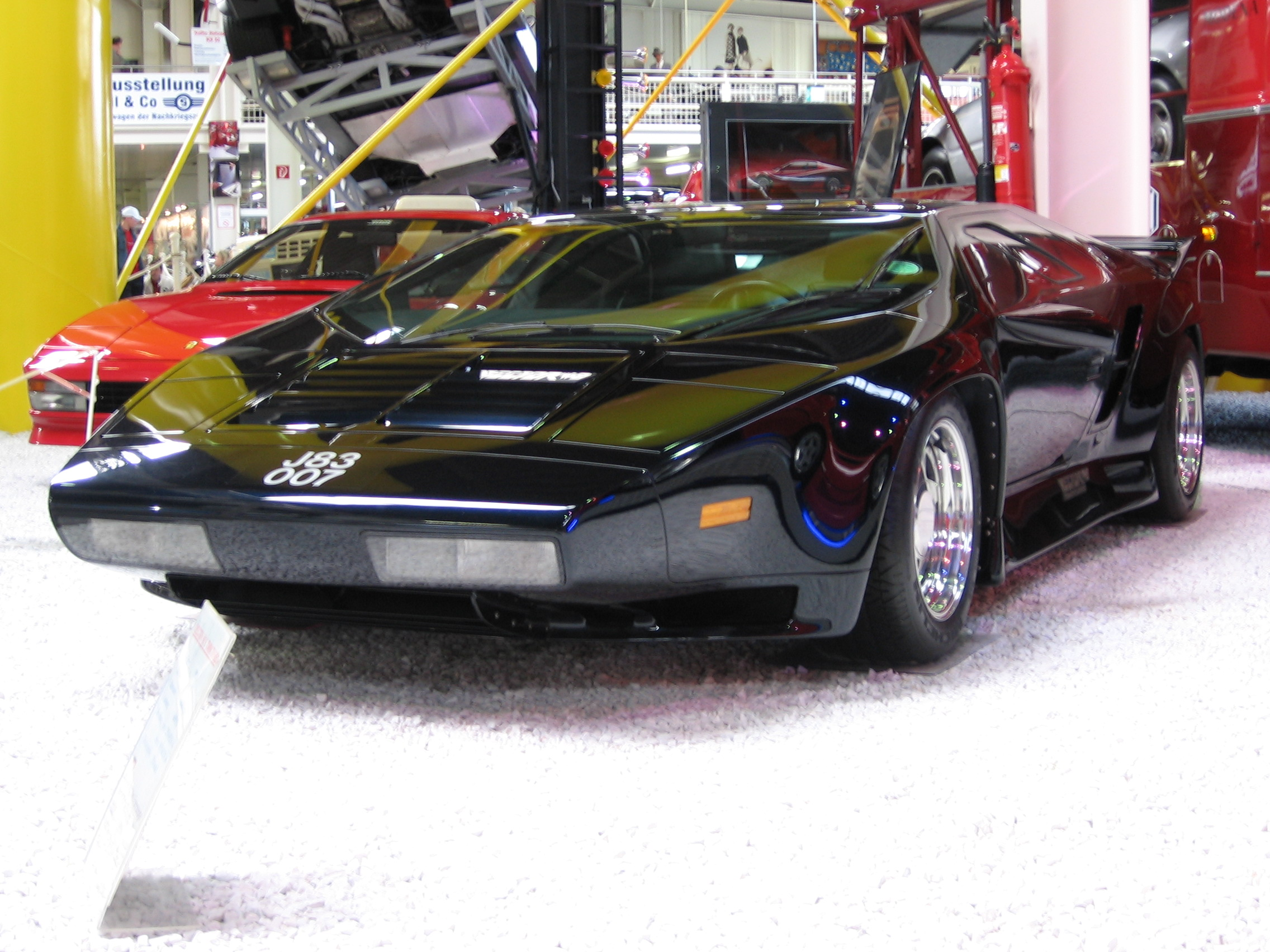
Vector W8 - przód auta

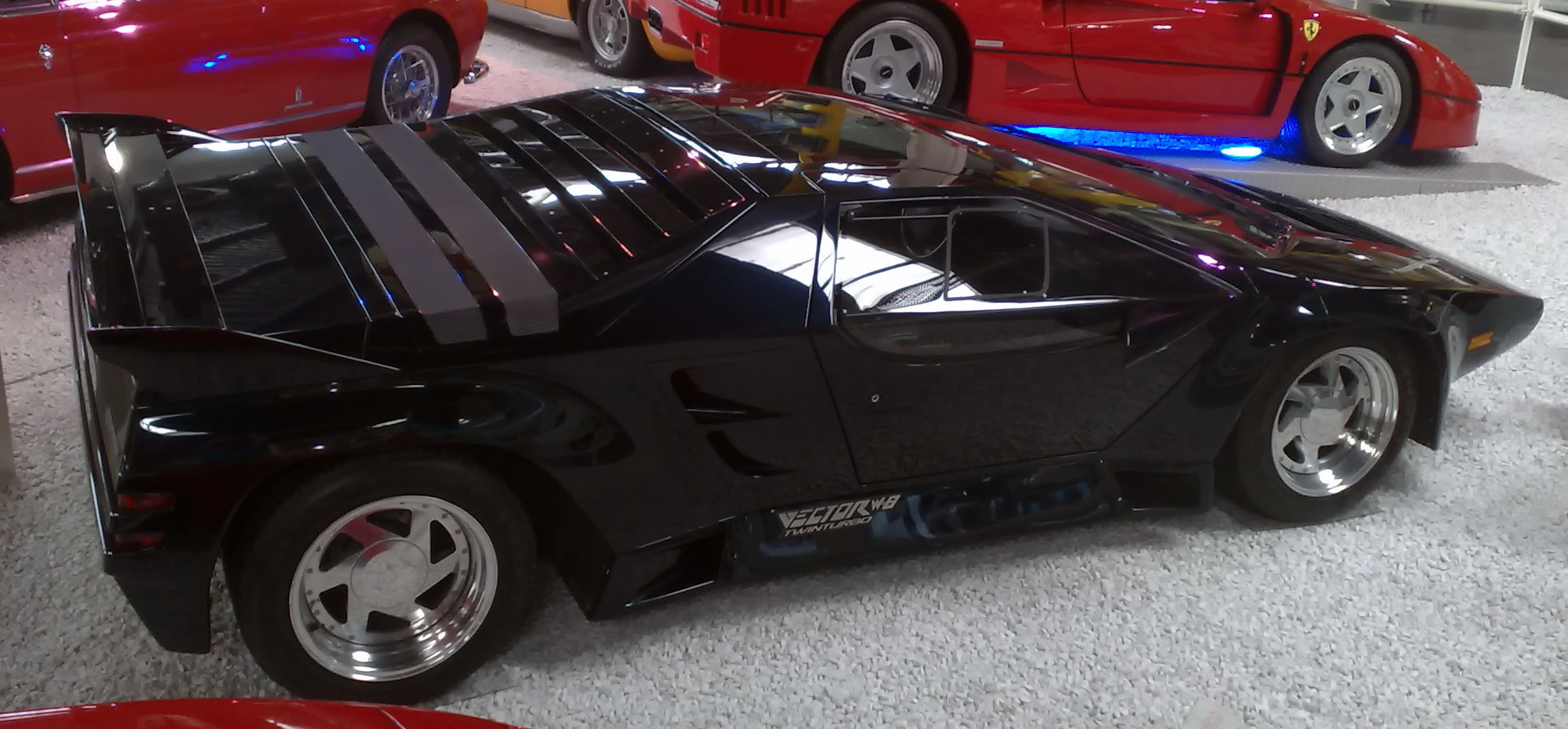
Vector W8 - bok pojazdu

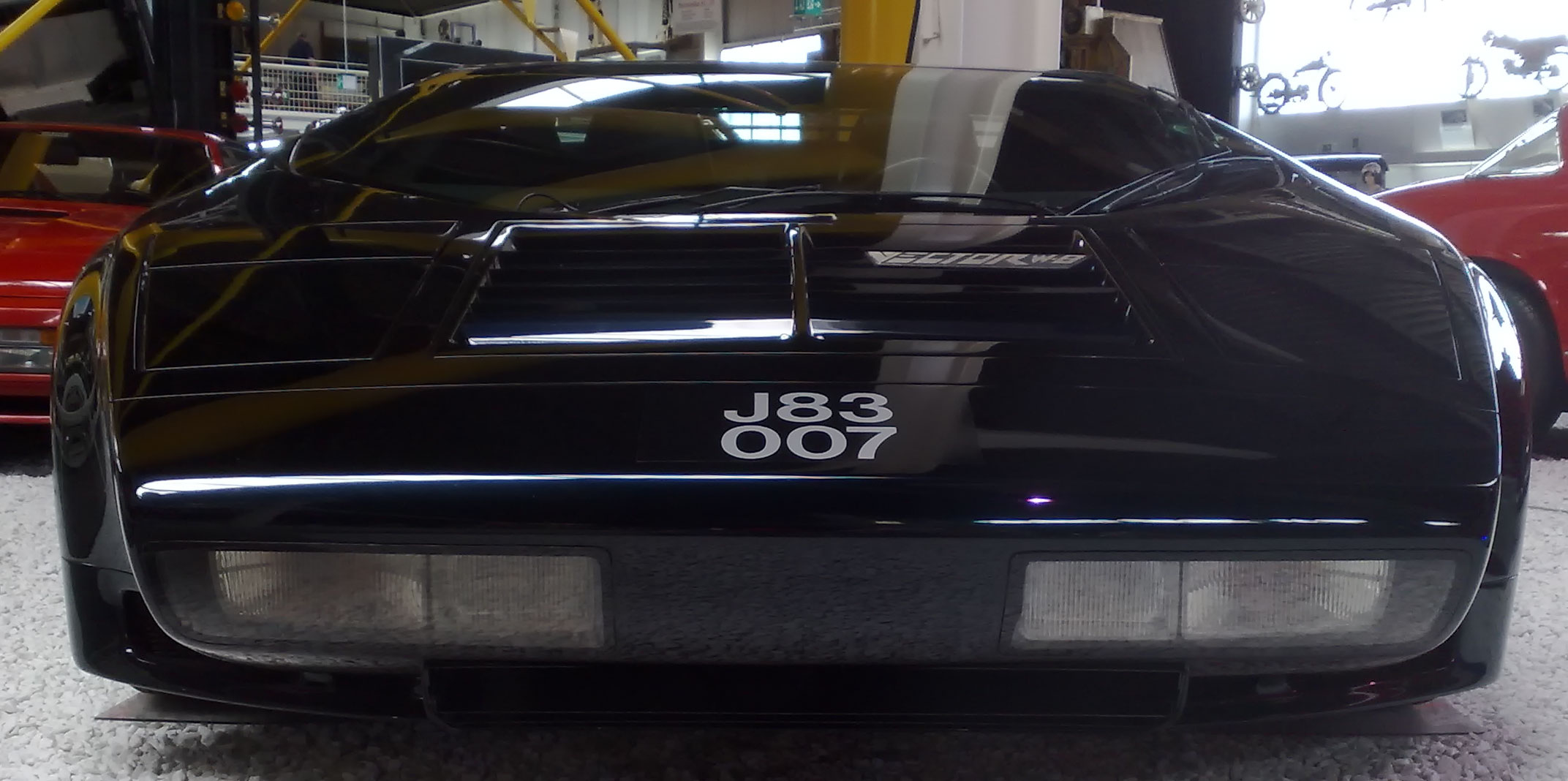
Vector W8 - przód auta

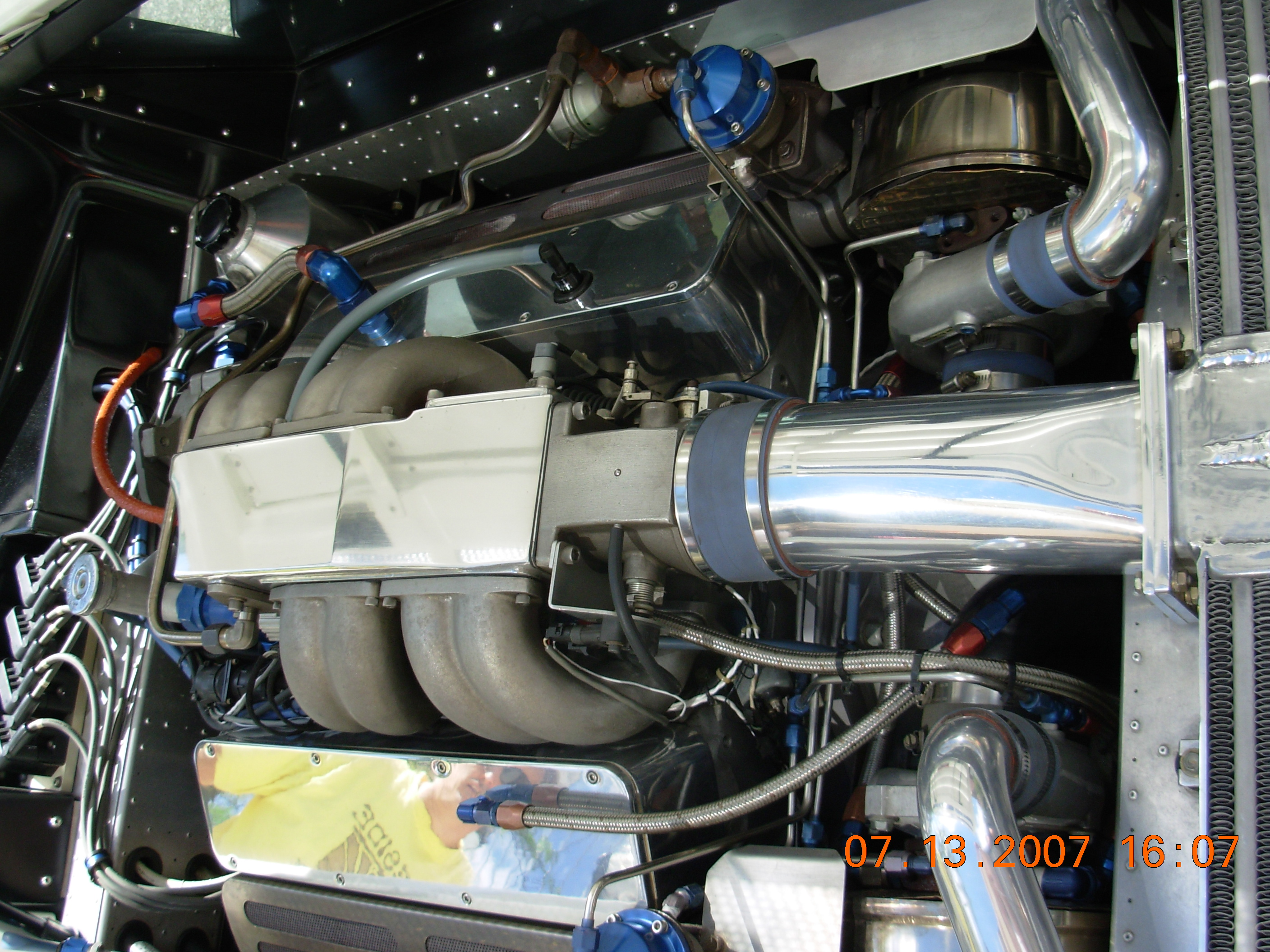
W8 - silnik

| Marka i model:                 | Vector W8 |
| ------------------------------ | --- |
| Premiera:                      | 1989 |
| Lata produkcji:                | 1990-1993 |
| Silnik:                        | Chevrolet Small-Block V8, dostrojony przez firmę Donovan 90° (8-cylindrowy w układzie widlastym)                                      |
| Turbodoładowanie:              | TAK - Podwójne doładowanie firmy AiResearch                                                                                           |
| Ilość zawórw.:                 | OHC 16v (2 zawory na cylinder) |
| Pojemność skok.:               | 5976 cm³ |
| Układ zasilania:               | wtrysk bezpośredni |
| Moc kW (KM):                   | 485 kW (650 KM) przy 5700 1/min |
| Max. moment obrotowy:          | 880 Nm przy 4900 1/min |
| Stopień sprężania:             | 8,0:1 |
| Przełożenia / skrzynia biegów: | 3-biegowa automatyczna, napęd na tylną oś                                                                                             |
| Układ hamulcowy:               | Aluminiowe, wentylowane z przodu i z tyłu, zaciski 4-tłoczkowe, z tyłu 2-tłoczkowe Średnica tarcz – (Przód: Ø 330 mm / Tył: Ø 330 mm) |
| Karoseria / Nadwozie:          | Karoseria w całości z aluminium, dodatkowo części z kevlaru, kompozyty.                                                               |
| Rozstaw osi:                   | 2616 mm |
| Opony:                         | Felgi - aluminiowe (przód: Goodyear GS-E - 255 x 45 / ZR16 / tył: Goodyear GS-E - 315 x 40 / ZR16)                                    |
| Miary D x S x W (mm):          | 4368 x 2083 x 1080 mm |
| Zbiornik paliwa:               | 113 l |
| Masa własna:                   | 1506 kg |
| Prędkość maksymalna (km/h):    | 350 km/h |
| Przyśpieszenie 0 – 100 km/h:   | 3,9 s |